# Ptolemeu (pare d'Aristònic)
Ptolemeu fou el pare de l'escriptor o gramàtic grec Aristònic, i ell mateix fou un gramàtic i fou mestre a Roma. Les seves obres foren : τὰ ὁμοίως εἰρημένα τοῖς τραγικοῖς, εἰς Ὅμηρον βιβλία ?, i τὰ παρὰ τῷ ποιητῆ ξένως ἱστορμηένα, τὰ περὶ Μουσῶν καὶ Νηρηίδων.